# 羅伯茨港
羅伯茨港是西非國家利比里亞西部的城鎮，也是大角山县的首府，位於首都蒙羅維亞以北50公里，距離獅子山邊境16公里，1840年由法国人建立，1856年成为大角山县的首府。每年降雨量平均5,200毫米，居民以捕魚和種植稻米為主，2008年人口3,933。罗伯茨港也是利比里亚少有的适合冲浪运动的城镇。
罗伯茨港以利比里亚第一任总统约瑟夫·詹金斯·罗伯茨命名。
6°45′N 11°22′W / 6.750°N 11.367°W